# Time Out
Time Out este o casă editorială cu sediul la Londra, Marea Britanie cunoscută mai ales pentru revista săptămânală Time Out dedicată orașelor mari, a restaurantelor și activităților culturale zilnice.
Compania deține revista Time Out în 19 metropole ale lumii.
Portofoliul Time Out include Time Out London (lansat în 1968) și Time Out New York - principalele reviste săptămânale de artă și entertainment, precum și o serie premiată de ghiduri de călătorie, dar și ghiduri urbane pentru Eating & Drinking, Shopping, Health & Fitness, Weekend Breaks și Kids.